# Gardes du Corps (Пруссія)

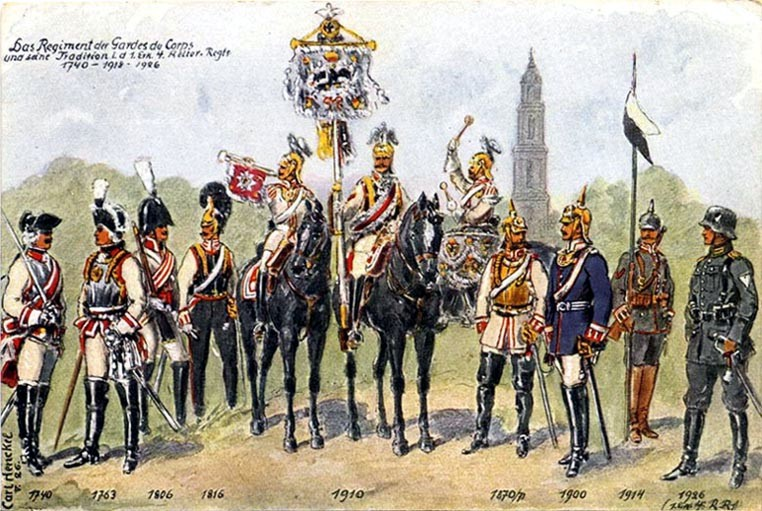
Еволюція уніформи полку (1740—1919)

Полк тілоохоронців (нім. Regiment der Gardes du Corps) — у 1740—1919 роках гвардійський підрозділ у Прусському королівстві й Німецькій імперії, що був особистою охороною монарха — прусського короля (1740—1871) і німецького імператора (1871—1919). Аналог лейб-гвардії. Створений 1740 року за наказом Фрідріха ІІ Великого як кірасирський полк за взірцем французьких тілоохорнців. Брав активну участь у Сілезьких війнах проти Австрії. Служив місцем вишколу офіцерів-кавалеристів для прусської армії. На перших порах до полку відбиралися лише міцні й багаті шляхтичі, що моли витримати психічне, фізичне і фінансове навантаження. На відміну від інших полків німецької імперської армії, які збирали рекрутів по регіонах, набір до тілоохоронців був загальнонаціональним. Вони входили до 1-ї бригади 1-го гвардійського кавалерійського дивізіону. До 1900 року вояки полку носили білу уніформу, за кольором каптурів тевтонських лицарів-хрестоносців, яку згодом замінили синьою, а з початком Першої світової війни — сірою. Розпущений після повалення монархії та постання Веймарської республіки.

## Відомі персоналії
- Крістоф-Йоганн-Фрідріх фон Медем (1763—1838), курляндський і російський дипломат, військовик.